# Hårbältor
Hårbältor (Chaetophractus) är ett släkte i familjen bältdjur med tre arter. Namnet syftar på de borstlika hår som finns vid djurens pansar.

## Utbredning
Arterna finns i ett jämförelsevis litet område i centrala Sydamerika. De förekommer i Bolivia, Paraguay, norra och mellersta Argentina samt norra Chile.

## Utseende
Hårbältor skiljer sig från de flesta andra bältdjuren genom sin yppiga hårbeklädnad som även övertäcker pansaren. Håren är vid ryggen mörkbruna och vid de andra kroppsdelarna ljusbruna till vitaktiga. Ryggens pansar är delat i 18 segment och 7 till 8 av dessa är rörliga. Dessutom förekommer en sköld på huvudet och en skyddande platta mellan öronen. Hårbältor når en kroppslängd mellan 22 och 40 centimeter och därtill kommer en 9 till 18 centimeter lång svans. Vikten varierar mellan 0,8 och 2 kilogram.

## Ekologi
Hårbältor föredrar öppna och torra habitat som gräsmark eller halvöknar. De gräver med hjälp av sina klor underjordiska bon av flera meters längd som används som viloplatser. När de blir hotade av fiender som kattdjur eller rovfåglar gräver de sig ner i marken. Om faran är akut pressar de kroppen mot marken så att de mjuka kroppsdelarna är täckt av pansaren. Arternas aktivitetsperioder är beroende på årstid och klimatförhållanden i utbredningsområdet. I heta regioner och under sommaren är de aktiva på natten medan de i kalla regioner och under vintern är aktiva på dagen.
Varje individ lever ensam och har ett revir av ungefär 3,5 hektar storlek (värdet för Chaetophractus vellerosus).

### Föda
Dessa bältdjur är allätare som äter både animalisk föda som maskar, insekter, mindre ryggradsdjur samt as och vegetabiliska ämnen. Det finns olika berättelser om individer som hade grävt in sig i stora kadaver för att äta as samt insekter.

### Fortplantning
Efter dräktigheten som varar i 60 till 75 dagar föder honan vanligen två ungar. Enligt lokalbefolkningens berättelser kan fler än en kull per år förekomma. Nyfödda hårbältor är vid födelsen blinda och öppnar ögonen efter två till fyra veckor. Efter 50 till 60 dagar sluter honan att ge di och efter cirka nio månader år ungarna könsmogna. Den äldsta kända individen blev 23 år och 6 månader gammal.

## Hot och status
I arternas utbredningsområde betecknas deras kött som smakfullt och därför jagas dessa djur. Dessutom betraktas de ibland som skadedjur när de bygger sina bon i jordbruksmark. Trots allt är populationerna jämförelsevis stora. IUCN listar stor hårbälta och Chaetophractus vellerosus som livskraftiga (LC).

## Arter
Arter enligt Mammal Species of the World (2005):
- Stor hårbälta (Chaetophractus villosus) - förekommer från norra Paraguay till mellersta Argentina.
- Chaetophractus vellerosus - lever i sydöstra Bolivia, västra Paraguay och norra Argentina. Den föredrar torra öknar och halvöknar.
- Chaetophractus nationi - finns i västra Bolivia och norra Chile. Djuret är ganska sällsynt och lever i högre regioner med gräsmark. Arten godkänns inte av IUCN. Den listas där som synonym till Chaetophractus vellerosus.[3]